# Serchio

## Potek
Reka Serchio teče skozi občine Piazza al Serchio (6 km v občini), San Romano v Garfagnani (5 km), Camporgiano (6 km), Pieve Fosciana (5 km), Castelnuovo di Garfagnana (9 km), Fosciandora (3 km), Molazzana (1 km), Gallicano (9 km), Barga (5 km), Coreglia Antelminelli (5 km), Bagni di Lucca (1 km), Borgo a Mozzano (14 km), Capannori (2 km), Lucca (23 km) (vse v pokrajini Lucca), San Giuliano Terme (23 km) in Vecchiano (24 km)  / Pisa (pokrajina).
Glavni krak Serchio di Sillano izvira na pobočjih Monte Sillano (1864 m nmv) blizu mesta Sillano (občina Sillano Giuncugnano), kjer Serchio di Soraggio teče južno od vasi, in se pridruži stranskim krakom v Piazza al Serchio (Serchio di Gramolazzo s Torrente Acqua Bianco, ki prihaja iz jezera Gramolazzo, in Serchio di San Michele, imenovan tudi Serchio di Minucciano). Serchio prečka gorovje Garfagnana od severa proti jugu in je na več mestih umetno zajezen. Po Camporgianu z desne priteče Edron, ki prihaja iz Lago di Vagli. V Pontecosi (okrožje Pieve Fosciana, 321 m) Serchio teče skozi jezero Lago di Pontecosi in tu sprejema vode Corfino, preden doseže Castelnuovo di Garfagnana na 270 m nmv. Ponte di Campia v okolici Gallicano doseže na 200 m. Največji pritok Serchia, Lima, vstopi z leve strani na zahodnem območju Bagni di Lucca, kmalu zatem teče pod Ponte della Maddalena, znan tudi kot 'Hudičev most', v kraju Borgo a Mozzano (97 m).
Potem ko je reka pritekla v ravnino blizu Lucce, je najprej prečkala Ponte a Moriano, ki je iz 9. stoletja in je bil leta 1382, 1490, 1581 in 1839 obnovljen po poplavi. Nato Serchio teče proti zahodu, mimo Ponte San Quirico in Ponte San Pietro ter avtoceste A11 v občini Lucca. Reka teče malo severno od Pise, na občinski meji Vecchiano in San Giuliano Terme, katerih okrožje Pontasserchio prehaja na 6 m, na območju naravnega rezervata San Rossore v Ligurskem morju.

## Zgodovina
Reka je v starih časih ubrala drugačen tok. Po Ponte a Moriano blizu Località Marlia se je razdelila na dva kraka in je tekla okoli otoka Lucca severno (kot danes) in južno, pri čemer je severni krak nosil več vode kot južni. Reka se je nato spet združila pred Ponte San Pietro. Nato se je pridružila Arnu, najprej v Calcinaia, nato pozneje v Pisi kot desni pritok. Potem pa je spremenila smer in se brez Arna znašla v Tirenskem morju. Dva kraka severno in južno od Lucce sta bila takrat vzrok za več poplav, ki so ogrožale polja in samo mesto. Legenda pravi, da je Frediano iz Lucce Auser (takrat ime) naročil drugo strugo in mesto obranil pred poplavami, v resnici je preusmeritev reke v času San Frediano posledica hidravličnega posega.

## Galerija
- Serchio in Ponte a Moriano severovzhodno od Lucce
- Serchio in most Ponte San Quirico severno od Lucce
- Serchio in most Ponte San Pietro zahodno od Lucce